# Prosiečanka
Prosiečanka je potok na Liptově, protéká územím okresu Liptovský Mikuláš. Je to pravostranný přítok Váhu, měří 8 km a je vodním tokem III. řádu.

## Pramen
Pramení v Podtatranské brázdě, v podcelku Zuberecká brázda, na jižním svahu vrchu Diel (1 051,4 m n. m.) v nadmořské výšce přibližně 1 000 m n. m.

## Popis toku
Teče převážně severojižním směrem, na středním toku vstupuje do Chočských vrchů, do podcelku Prosečné, kde Prosiečanka utvořila Prosieckou dolinu, kaňonovité údolí ve vápencích a dolomitech se zachovalými skalními a lesními biocenózami. Před vstupem do ní potok teče přes plošinu Svorad, následně se Prosiečanka ponořuje v mohutném závrtovitém ponoru a ztrácí se v podzemí. Proto je v současnosti dno doliny suché. V dolní části doliny se opět objevuje, na levém břehu obtéká Prosieckou jeskyni a vstupuje do Liptovské kotliny. Nakonec protéká obcí Prosiek a v nadmořské výšce 565,3 m n. m. se vlévá do vodní nádrže Liptovská Mara.